# Orthogonioptilum adamaouensis
Orthogonioptilum adamaouensis is een vlinder uit de familie nachtpauwogen (Saturniidae). De wetenschappelijke naam van deze soort is voor het eerst geldig gepubliceerd in 1988 door Darge.
De soort komt voor in tropisch Afrika.